# Isla Balboa
Isla Balboa es una isla estadounidense y una zona de Newport Beach, California, en realidad consta de tres islas artificiales o modificadas en el puerto de Newport: Isla Balboa la más grande, Pequeña Balboa, al este de la isla de Balboa, unidas por un puente de dos carriles, y la más pequeña isla de Collins, al noroeste de la isla de Balboa, unidas por un puente de un solo carril. La comunidad de la Isla Balboa se une al continente por un corto puente de dos carriles en el noreste de la isla de Balboa, y por una flota operada de manera privada que consta de tres transbordadores (Balboa Island Ferry) que proporcionan acceso a través del puerto de Balboa a la península que se encuentra al sur.